# Paynesville (Missouri)
Paynesville – wieś w Stanach Zjednoczonych, w stanie Missouri, w hrabstwie Pike.